# Nos vingt ans
Nos vingt ans est un poème antimilitariste de Gaston Couté écrit vers 1905. Il a été mis en musique et est interprété par plusieurs artistes.

## Interprètes
- Marc Ogeret, Album CD Chansons « contre », Disque 33 tours, Vogue, CLVLX29 (1988 pour le CD, Disques Vogue). Prix de l'Académie Charles Cros.
- Michel Ecoffard a créé un spectacle avec Paule Le Diore et Joël Le Bail en 1979 : "Gaston Couté - La chanson d'un gâs qu'a mal tourné".